# حمله ۲۰۱۵ گرداسپور
حمله ۲۰۱۵ گرداسپور (انگلیسی: 2015 Gurdaspur attack) حمله ای است که در تاریخ ۲۷ ژوئیه ۲۰۱۵ رخ داد و طی آن، سه تن از مردان مسلح در لباس نظامی ارتش اتوبوسی را آتش زدند و سپس به ایستگاه پلیس دینا ناگار در ناحیه گوردسپور پنجاب، هند حمله کردند. این حمله به مرگ سه غیرنظامی و چهار پلیس، از جمله یک سرپرست پلیس منجر شد. پانزده نفر دیگر زخمی شدند. علاوه بر این، پنج بمب در خط آمریتسار-پاتانکوت بر روی یک پل راه آهن در نزدیکی ایستگاه راه آهن پارمان، پنج کیلومتر از محل حمله کاشته شد. هر سه مهاجم در عملیات کشته شدند. این عملیات و درگیری تقریباً ۱۲ ساعت طول کشید.